# 波莫妊海鯽
波莫妊海鲫，為輻鰭魚綱鱸形目隆頭魚亞目海鯽科的其中一種，分布於美國太平洋岸中部淡水流域，生活在中底層水域，屬肉食性，胎生，生活習性不明。